# Iwanami Shoten
Iwanami Shoten (株式会社岩波書店, Kabushiki Gaisha Iwanami Shoten) és una editorial japonesa de Tòquio.

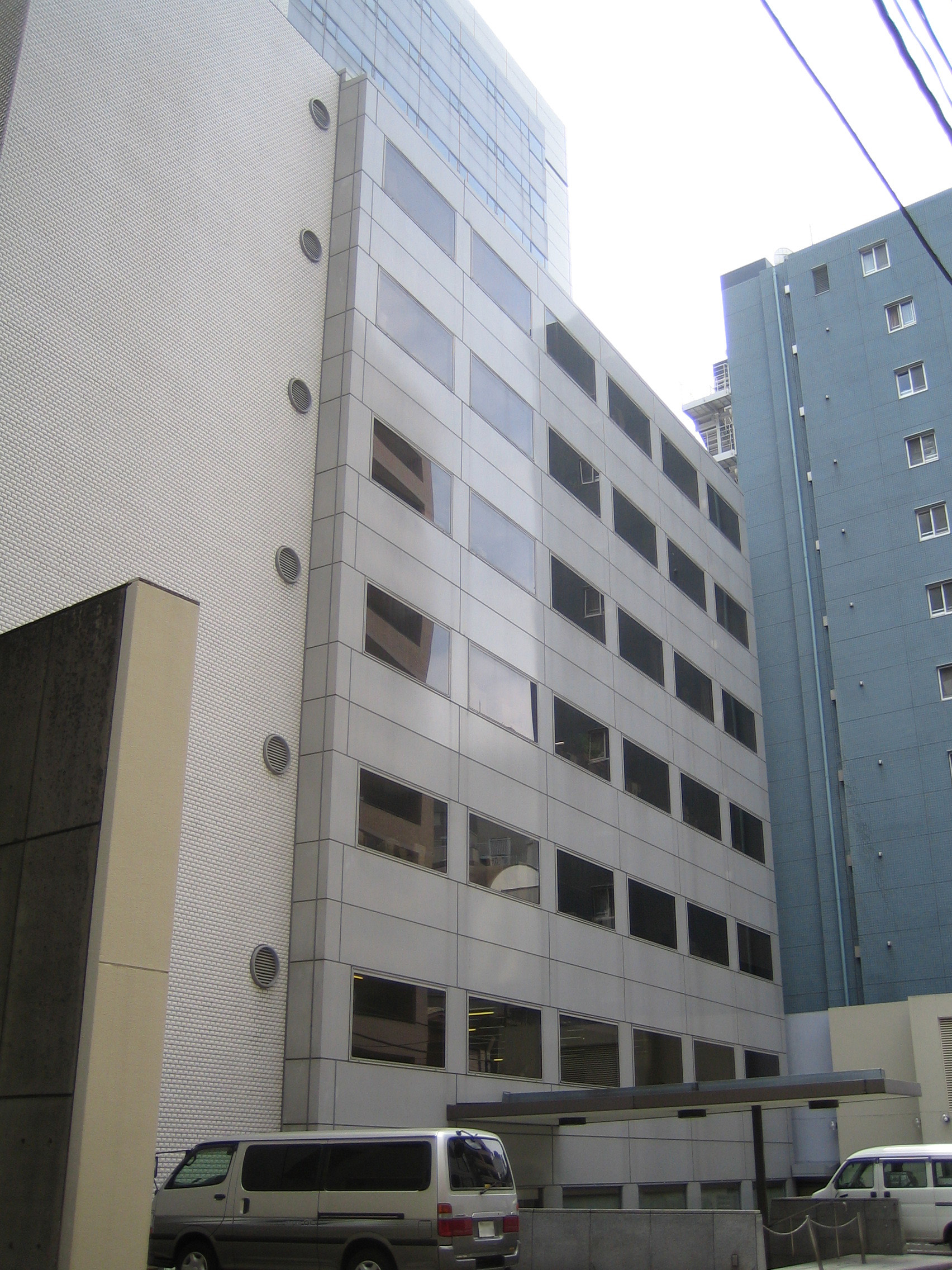
Iwanami Shoten

Shigeo Iwanami va fundar Iwanami Shoten l'any 1913. La seva primera gran publicació va ser la novel·la Kokoro el 1914.
La seu central es troba al 2-5-5 de Hitotsubashi Chiyoda (Tòquio).